# Lago di Van
Il lago di Van (in turco Van Gölü, in curdo Behra Wanê‎, in armeno Վանա լիճ?) è il più grande lago della Turchia (seguito dal Lago Salato) e si trova nella parte più orientale del paese. Sulla sponda orientale del lago si trova la città di Van.
È un lago salato che riceve acqua da numerosi piccoli corsi d'acqua che scendono dalla montagne circostanti ed è uno dei più grandi laghi endoreici (senza sbocchi) del mondo. L'originario emissario del bacino venne bloccato da un'antica eruzione vulcanica.
Il territorio presso le sponde del lago di Van è stato il centro dell'antico regno di Urartu. Sull'isola di Akdamar c'è una chiesa armena del X secolo.

## Idrologia e chimica

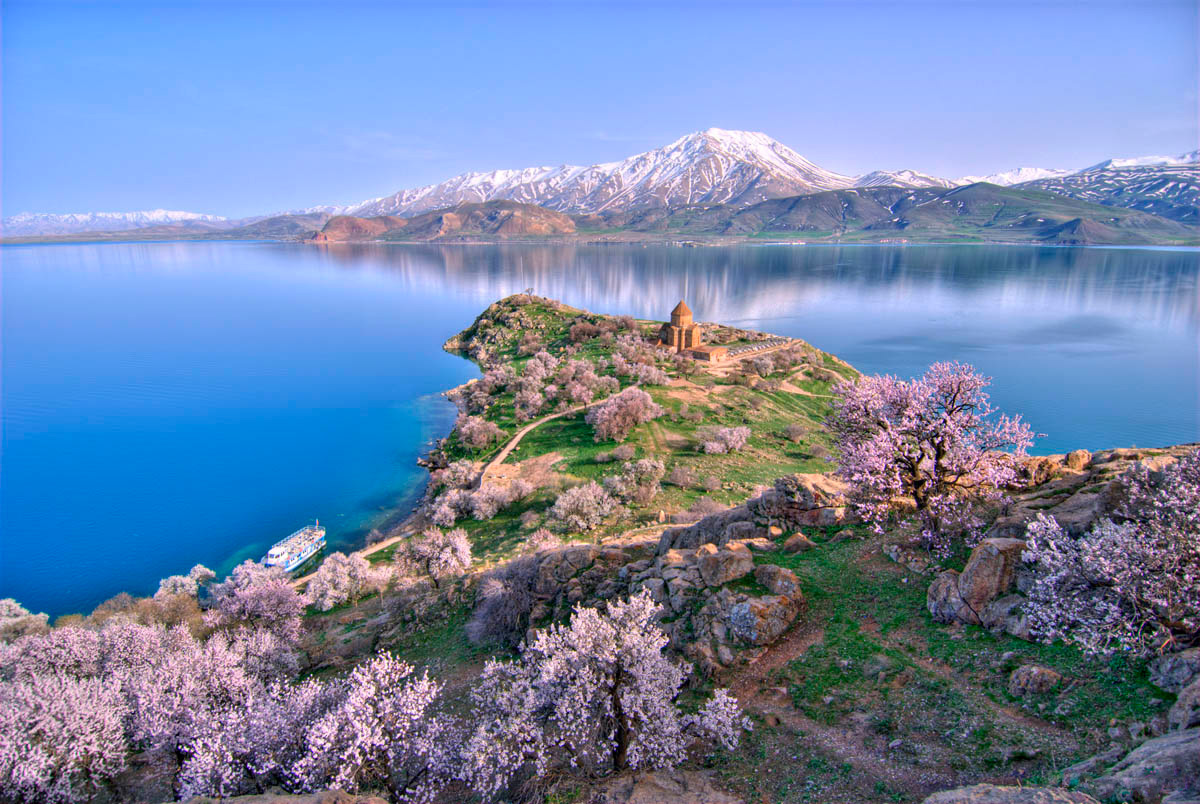
Isola Akhtamar. La cattedrale della Croce Santa, una chiesa armena del X secolo e il complesso monastico

La massima larghezza del lago di Van è di 119 km, con una profondità media di 171 m e massima di 451 m. La superficie del lago si trova a 1640 m sopra il livello del mare e la lunghezza della linea costiera e di 430 km. Il lago di Van ha un'area di 3755 km2 e un volume di 607 km3.
La parte del bacino occidentale del lago è la più profonda, più di 400 m, giacente a nord-est di Tatvan e a sud di Ahlat. I bracci orientali del lago hanno una minore profondità. La parte di Van-Ahtamar digrada man mano, con una profondità massima di circa 250 m verso il suo lato nord-ovest dove si unisce al resto del lago. Il braccio di Erciş è molto meno profondo, in massima parte minore di 50 m, con una profondità massima di circa 150 m.
L'acqua del lago è fortemente alcalina (pH 9.7 – 9.8) e ricca di carbonato di sodio e altri sali, i quali vengono estratti tramite evaporazione e usati come detergenti. Caratteristico è il fatto che l'acqua non geli mai.

## Geologia

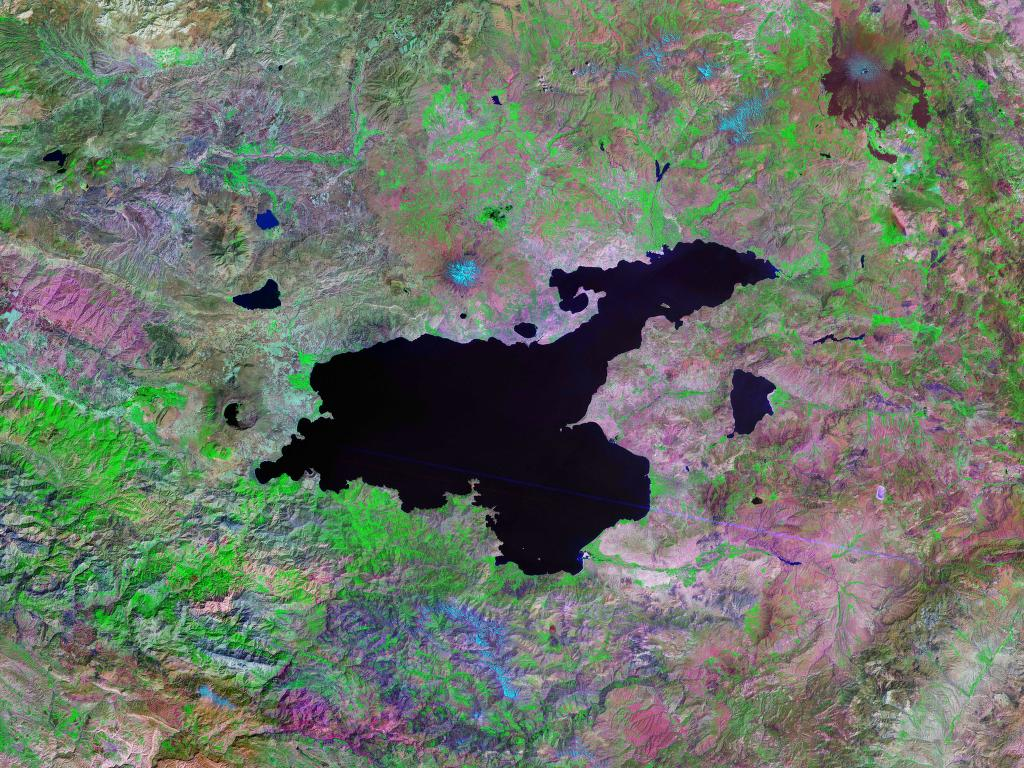
Foto Landsat del lago di Van

Lo sbocco del lago venne a un certo punto bloccato durante il pleistocene, quando i flussi lavici del vulcano Nemrut bloccarono a ovest il flusso uscente verso la pianura di Muş. Attualmente inattivo, il Nemrut Dağı è chiuso verso la riva occidentale del lago, mentre un altro stratovulcano inattivo, Süphan Dağı domina il lato settentrionale del lago.
Nel corso della storia il livello dell'acqua del lago è variato più volte drasticamente: vicino a Tatvan, Oswald (vedi Geologia dell'Armenia, 1901) notò un alto sollevamento della spiaggia al di sopra del livello del lago, come pure alberi attualmente sommersi. Le indagini svolte da Degens e altri agli inizi degli anni '80 determinarono che il livelli più alti del lago (72 m al sopra di quello attuale) si verificarono durante l'ultima era glaciale, pressappoco 18.000 anni fa. Mentre circa 9.500 anni fa ci fu una drastica diminuzione con più di 300 m sotto l'attuale livello, a cui seguì un altrettanto drastico innalzamento, circa 6.500 anni fa.
Recentemente sono state notate simili fluttuazioni anche se in misura minore. Il livello del lago si alzò di almeno tre metri durante gli anni '90, allagando molti terreni agricoli, e (dopo un breve periodo di stabilità e dunque di arretramento delle acque) sembra essersi di nuovo innalzato, di circa due metri nei dieci anni immediatamente prima del 2004.
Essendo senza sbocchi, il lago di Van ha accumulato una grande quantità di sedimenti asportati dalle pianure e valli circostanti, e occasionalmente depositati come cenere delle eruzioni dei vulcani vicini.
Questo strato di sedimenti viene stimato fino a 400 m di spessore, attirando climatologi e vulcanologi interessati alla trivellazione di carote per esaminare i sedimenti stratificati.
Nel 1989 e 1990, una squadra internazionale di geologi condotta da Stephan Kempe dell'università di Amburgo (attualmente professore alla Technische Universität Darmstadt) prelevò dieci carote di sedimenti estratte a una profondità massima di 446 m. Sebbene le perforazioni penetrassero soltanto i primi pochi metri di sedimento, esse forniscono varve sufficienti per i dati climatici risalenti fino a 14.570 anni BP.
Una squadra di scienziati condotta dal paleontologo Thomas Litt dell'Università di Bonn ha condotto, con il finanziamento dell'ICDP, un nuovo progetto di perforazione per esaminare i sedimenti lacustri. Litt si aspettava di trovare che il lago di Van avesse "immagazzinato la storia del clima degli ultimi 800.000 anni — un'incomparabile stanza del tesoro di dati dei quali vorremmo sfruttare almeno gli ultimi 500.000 anni". Un test di perforazione nel 2004 mostrò le prove di 15 eruzioni vulcaniche avvenute negli ultimi 20.000 anni.

## Ecologia
Il solo pesce noto che vive nell'acqua salmastra del lago di Van è il Chalcalburnus tarichi (la "perla della triglia" o inci kefalı), un pesce della famiglia dei ciprinidi relazionato al cavedano e alla lasca, il quale viene catturato durante le inondazioni primaverili. Nel periodo della riproduzione, nei mesi di maggio e giugno, questo pesce dal lago migra verso l'acqua meno alcalina dei suoi immissari o anche nei fiumi stessi, ritornando al lago dopo la stagione della fecondazione.
Nel lago sono state registrate 103 specie di fitoplancton compresi i flagellati, diatomee, batteri, cianobatteri, alghe verdi e alghe brune e ben 36 specie di zooplancton, comprese rotatoria, cladocera e copepoda.
Nel 1991, alcuni ricercatori riferirono la scoperta nel lago di Van di microbialiti alti 40 m. Ci sono solide torri sul fondo lacustre create da tappeti di cianobatteri coccoidi (gruppo Pleurocapsa) che creano aragoniti in combinazione con calcite precipitata fuori dall'acqua del lago.
Nei pressi del lago vive una particolare varietà di gatto, il Gatto di Van (Van Kedisi), caratterizzato dalla possibilità di avere occhi di colore l'uno diverso dall'altro, e dalla capacità di nuotare per procurarsi il cibo attraverso la pesca.
Fin dal 1995 sono stati riferiti avvistamenti di un mostro del lago di Van, di circa 15 m di lunghezza, chiamato Van Gölü Canavarı ("Mostro del lago Van").
Il lago è circondato da aree agricole dove si coltivano alberi da frutta e cereali.

## Storia
Tushpa, la capitale di Urartu, venne localizzata nei pressi delle rive del lago di Van, sul sito di ciò che divenne poi il castello medievale di Van, a ovest dell'attuale città di Van. Le rovine della città medievale di Van sono ancora visibili sotto i pendii meridionali rocciosi sopra i quali sorge il castello di Van.

### Regni armeni

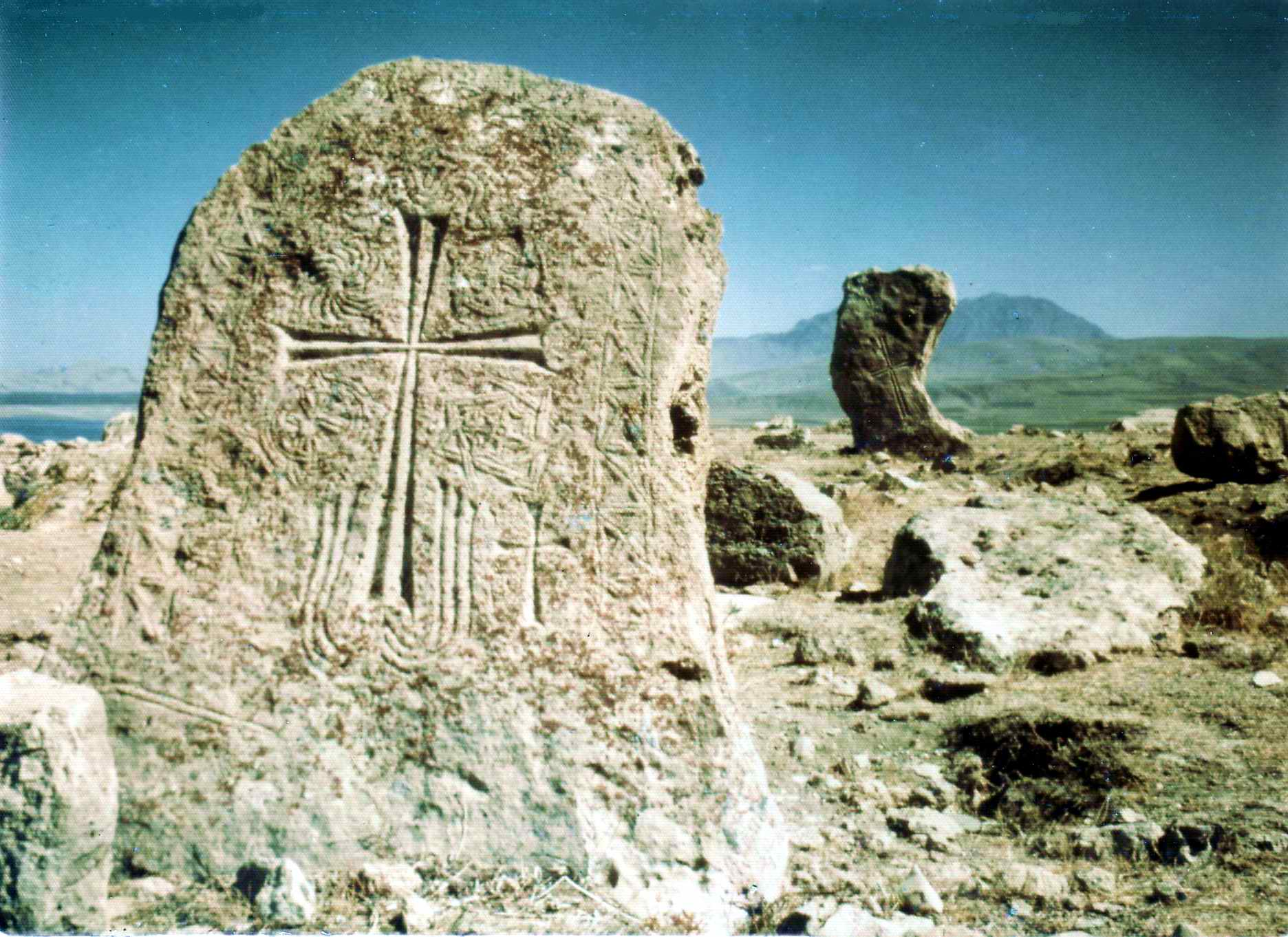
Lapidi armene nei pressi del lago di Van (1973)

Il lago fu il centro del regno armeno di Ararat dal 1000 a.C. circa, e successivamente della satrapia di Armina, regno della Grande Armenia, e del regno armeno di Vaspurakan.
Insieme al lago Sevan (nell'odierna Armenia) e al lago di Urmia (nell'attuale Iran), Van era uno dei tre grandi laghi del regno armeno, riferiti come i mari di Armenia (nelle fonti antiche assire: "tâmtu ša mât Nairi" (Mare Superiore di Nairi), essendo il Mare Inferiore il lago di Urmia). Nel corso del tempo, il lago venne ad essere conosciuto con vari nomi armeni: Վանա լիճ (lago di Van), Վանա ծով (mare di Van), Արճեշի ծով (mare di Arčeš), Բզնունեաց ծով (mare di Bznunik), Ռշտունեաց ծով (mare di Rshtunik), e Տոսպայ լիճ (lago di Tosp).

### Impero bizantino
Verso l'XI secolo la regione intorno al lago di Van veniva a trovarsi lungo il confine tra l'impero bizantino, con la sua capitale a Costantinopoli, e l'impero turco selgiuchide, con capitale a Esfahan. Nella non facile pace tra i due imperi, i proprietari terrieri armeno-bizantini impiegavano i gazi turcomanni e gli akritoi bizantini per la loro protezione.
Nella seconda metà dell'XI secolo l'imperatore Romano IV Diogene lanciò una campagna per riconquistare l'Armenia onde prevenire l'espansione del controllo selgiuchide sulla regione. Diogene e il suo esercito attraversarono l'Eufrate, affrontando il 6 agosto 1071 l'armata selgiuchide molto più piccola, condotta da Alp Arslan, nella Battaglia di Manzikert, a nord del lago di Van. Nonostante il numero sproporzionato, l'ingombrante forza bizantina venne sconfitta dalla più mobile cavalleria turca e Diogene stesso venne fatto prigioniero.

### Impero selgiuchide
Alp Arslan divise le parti orientali conquistate dell'impero bizantino tra i suoi generali turcomanni, ognuna delle quali governata come beilicato ereditario, sotto la completa sovranità del grande impero selgiuchide. Alp Arslan concesse la regione intorno al lago di Van al suo comandante Sökmen el Kutbî (letteralmente Sökmen lo schiavo), che stabilì la sua capitale ad Ahlat sulla riva occidentale del lago. La dinastia di Ahlatshahs (anche nota come Sökmenler) governò questa regione dal 1085 al 1192.
Agli Ahlatshahs succedettero gli Ayyubidi.

## Architettura

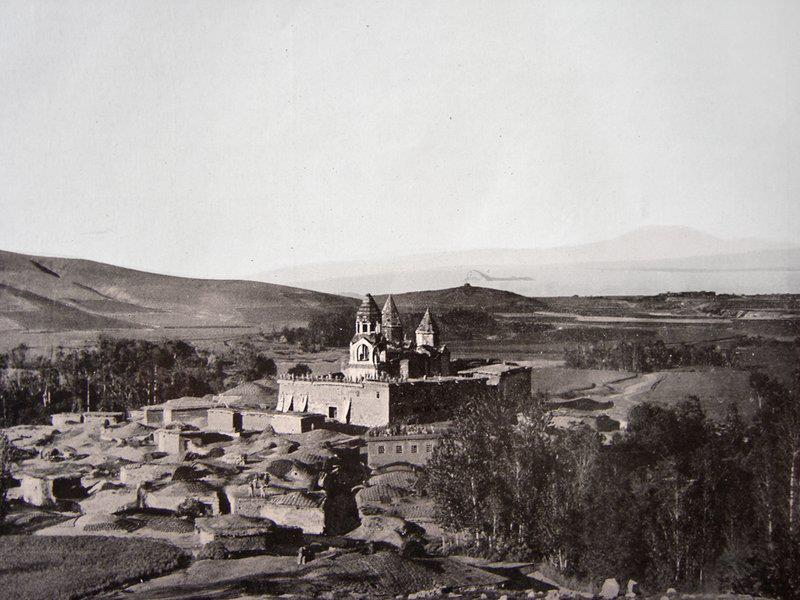
Il monastero armeno del X secolo di Narekavank, precedentemente vicino alla riva sud-orientale del lago

Nei pressi del castello di Van, lungo la riva meridionale, sull'isola di Akdamar si trova la chiesa della Santa Croce armena del X secolo (armeno: Սուրբ Խաչ, Surb Khach), una chiesa reale del regno armeno di Vaspurakan. Le rovine dei monasteri armeni (ad esempio il monastero di Ktuts) esistono anche in altre tre isole del lago di Van: Lim, Arter e Ktuts. anche la regione intorno al lago di Van era disseminata di un grande numero di monasteri armeni, tra i quali i più importanti furono quelli di Narekavank del X secolo e di Varagavank (XI secolo), entrambi al giorno d'oggi distrutti.
I sökmenli lasciarono un gran numero di lapidi funerarie nella e intorno alla città di Ahlat. Gli amministratori locali stanno attualmente cercando di far includere le lapidi nell'elenco dei beni dell'UNESCO, dove già oggi figurano, sebbene in modo sperimentale.

## Trasporto

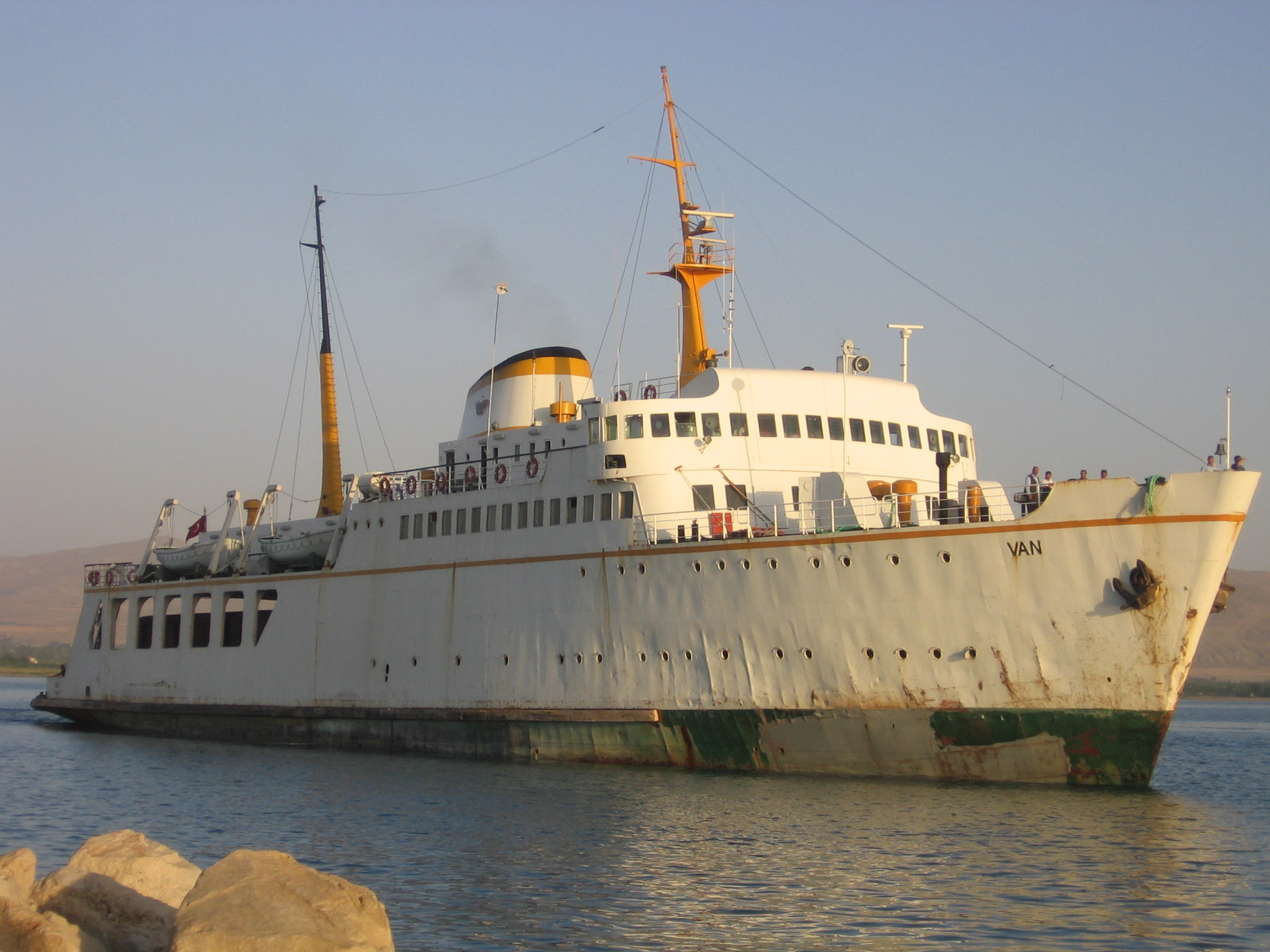
Traghetto Van che si avvicina al porto di Van.

La ferrovia che unisce Turchia e Iran costruita negli anni 1970 utilizza anche una nave traghetto che attraversa il lago di Van collegando le città Tatvan e Van, invece di una linea ferroviaria che corre intorno alla linea costiera. Il trasferimento dal treno alla nave e poi dalla nave di nuovo alla ferrovia limita la capacità complessiva del carico trasportato.
Nel maggio del 2008, iniziarono negoziati tra Iran e Turchia per aggiungere una doppia linea ferroviaria elettrificata.

## Isole
- Arter
- Lim
- Akdamar
- Charpanak